# Memoria física de Colangeli
Memoria física de Colangeli, también llamada principio de la memoria física o de la materia. Ideada por el ingeniero aeronáutico Cesare Colangeli, en la década de 1940.
La teoría, explicada en su libro, fue desarrollada bajo el intento de realizar una teoría unificada del universo. Colangeli describe y establece ecuaciones para determinar el concepto de campo (espacio-tiempo), ley de formación de la materia, así como el desarrollo de la Teoría Neutrínica, mediante la cual establece el componente principal de que está formado el espacio.
Basándose en sus descubrimientos, Colangeli elaboró una teoría en la que determinaba que toda la materia posee la capacidad de almacenar y recordar eventos relacionados con el sonido o la luz. Él explicaba que al impactar ondas de sonido o de luz sobre la materia, esta se alteraba y producía unas adaptaciones a nivel de pseudocargas y cargas subatómicas, que eran las responsables de almacenar dichos eventos acaecidos sobre ella, mediante la polarización del espacio neutrínico y la modificación de las pseudocargas que posee toda materia.